# Олимпийский флаг
Олимпийский флаг — белое шёлковое полотнище с вышитыми на нём пятью переплетёнными кольцами голубого, чёрного, красного (верхний ряд), жёлтого и зелёного (нижний ряд) цветов.

## Основные сведения
Флаг придуман Пьером де Кубертеном в 1913 году и представлен на VII летних Олимпийских играх в Антверпене в 1920 году. Кольца символизируют 5 частей света. Однако, вопреки распространённой версии, каждое из колец не относится к какому-то конкретному континенту. 6 цветов (вместе с белым фоном полотна) скомбинированы так, что представляют собой национальные цвета всех без исключения стран мира.

Оригинальный текст (англ.)The Olympic flag … has a white background, with five interlaced rings in the centre: blue, yellow, black, green and red. This design is symbolic: it represents the five inhabited continents of the world, united by Olympism, while the six colors are those that appear on all the national flags of the world at the present time. (1931, Textes choisis, vol. II, p.470, 1931)

## Вариации
Каждый раз до проведения Игр МОК обговаривает вместе с советом страны, в которой пройдут Олимпийские игры, как будет выглядеть каждая деталь символики, в том числе и кольца. Остаётся неизменной цветовая гамма, но могут быть все кольца одного цвета. Иногда частично изменяется расстановка колец, но не их количество. Бывает, что используют классический первоначальный вариант:
- В 1936 году на XI летних Олимпийских играх в Берлине олимпийские кольца были изображены на эмблеме, под орлом. Самое интересное, что была сдвинута расстановка, кольца были скреплены, но не так, чтобы нижнее кольцо находилось в центре скрепления верхних двух, а так, что кольца расположены практически в ряд, где первое, третье и пятое чуть приподняты.
- В 1948 году на эмблеме XIV летних Олимпийских игр кольца нарисованы на первом плане. Эмблема была чёрно-белого цвета и олимпийские кольца тоже.
- На эмблеме летних Олимпийских игр 1952 они были изображены полностью белым цветом на синем фоне сверху.
- На эмблеме XVI летних Олимпийских игр шведские художники изобразили олимпийские кольца на переднем плане на зелёном фоне, но все кольца — белые.
- В 1960 году в эмблеме появились кольца трёхмерного вида, цвета серебра, однотонные.
- В 1964 году в Токио японские дизайнеры покрасили кольца в цвет золота.
- Летние Олимпийские игры 1968 имели эмблему с цветными олимпийскими кольцами, и с некоторой задумкой. Все кольца скреплены по стандарту и находились на цифрах года «68» (1968 год), так, нижние (жёлтое и зелёное) кольца попадали в нижние круглые части символов «68».
- На олимпийской эмблеме 1976 года все кольца красного цвета и от трёх верхних тянутся вверх полукруги, так что в итоге получается 3 вертикальных овала, а в них снизу круги. Этот символ также был изображён на медалях Игр.
- На эмблеме игр XXII Олимпиады в Москве кольца были тёмно-красного цвета и 2 последних частично прикрывались Олимпийским Мишкой.
- На следующих Играх, в 1984 году, на эмблеме кольца были расположены внизу в своей стандартной цветовой гамме.
- В 1988 году на эмблеме также внизу изобразили цветные кольца, при этом кольца были вылиты на медалях.
- В 1992 году на талисмане, эмблеме и медалях находились олимпийские кольца.
- На обеих сторонах медалей летних Олимпийских игр 1996 и эмблеме рисовали кольца в золотом цвете.
- В Сиднее в 2000 году кольца на эмблеме изображали в самом низу, а на оборотной стороне медалей они были выгравированы крупно.
- На эмблеме летних Олимпийских игр 2004 присутствовали кольца в цветовой гамме. Они также изображались на медалях с обеих сторон.
- Под основной частью эмблемы летних Олимпийских игр 2008 поставили олимпийские кольца, но с развитием компьютерной индустрии вариаций эмблемы стало огромное количество. В 2008 году к пекинским Играм были нарисованы с помощью компьютерной графики трёхмерные кольца, внутри которых фотографии китайской культуры и достопримечательностей. На эмблеме пекинской заявки тоже изображены олимпийские кольца, но в очень странной форме, цепь полукругов, скреплённых кругом. На обеих сторонах каждой медали тоже присутствовали кольца.
- На эмблеме игр XXX Олимпиады в Великобритании установили олимпийские кольца в верхнюю правую часть логотипа, внутри символа «О» (или «N»).
- В символике Олимпийских игр 2014 в Сочи используется мотив снежинок.
- На летние Олимпийские игры 2016 заявки эмблем выдвинули несколько стран, среди которых город Баку заменил кольца на человечков, то есть человек определённого цвета символизировал свой континент. Но цвета не соответствуют стандарту, рисованные человечки изображены в таких цветах: (слева направо) белый, жёлтый, чёрный, коричневый и красный.

## Использование
Олимпийские кольца часто изображают на почтовых марках, медалях, монетах и разнообразных сувенирах.
В 2008 году в Пекине изображение колец можно было увидеть практически везде. Наклейки с олимпийскими цветными кольцами размещались даже на туалетных бачках. 